# (17462) Takahisa
(17462) Takahisa est un astéroïde de la ceinture principale.

## Description
(17462) Takahisa est un astéroïde de la ceinture principale. Il fut découvert le 22 octobre 1990 à Kitami par Kin Endate et Kazuro Watanabe. Il présente une orbite caractérisée par un demi-grand axe de 2,27 UA, une excentricité de 0,18 et une inclinaison de 8,9° par rapport à l'écliptique.

## Compléments